# Reichsforschungsrat
Le Reichsforschungsrat (RFR) (en français, Conseil de la recherche du Reich) est fondé en 1937 à l'instigation d'Erich Schumann (de). Il est d'abord rattaché au ministère du Reich à l'Éducation afin de mettre en pratique la planification centrale de recherches fondamentale et appliquée, à l'exception de l'aéronautique placée sous le ministère de l'Air du Reich confié à Hermann Göring. En 1942, le conseil est réorganisé et placé sous le ministère du Reich pour l'Armement et les Munitions.
Le général Karl Becker, à la tête du Heereswaffenamt, est le président du Reichsforschungsrat de 1937 à 1940. Après la mort de Becker en 1940, Bernhard Rust devient président, Otto Wacker (de) reste vice-président. La direction effective revient en fait à Rudolf Mentzel (de), le président de la Deutsche Forschungsgemeinschaft. Le soutien des projets de recherche est décidé par les chefs de 18 divisions spécialisées.
La création du RFR est une conséquence du Plan de quatre ans voulu par Hitler pour placer rapidement l'Allemagne en économie de guerre. Les membres les plus connus du RFR sont :
- Karl Becker, président du Reichsforschungsrat.
- Karl Beurlen, directeur du département de pédologie (géologie, minéralogie, géophysique).
- Rudolf Beyschlag (de), directeur du département des mines et de la métallurgie.
- Kurt Blome, directeur du département du "maintien de l'héritage et des races" au sein du RFR.
- Hermann August Eidmann (de), directeur du département de zoologie coloniale.
- Abraham Esau, directeur du département de physique au sein du RFR.
- Walther Gerlach, directeur du département de physique à partir de 1943.
- Friedrich Gladenbeck (de), mandant pour la recherche technique de contrôle à distance.
- Wilhelm Mantel (de), référent pour la recherche forestière et le bois
- Erwin Otto Marx, directeur du département d'électrotechnique.
- Theodor Mayer (de), directeur des recherches historiques dans le cadre du programme pour soutenir la guerre.
- Werner Osenberg (de), directeur de la planification au sein du RFR.
- Ferdinand Sauerbruch, directeur du département de médecine.
- Otto Scherzer (de), chef des travaux sur les techniques de mesures radio.
- Albert Wolfgang Schmidt (de), directeur du département des carburants.
- Walter Schreiber, médecin, directeur de département[Lequel ?].
- Otto Schulz-Kampfhenkel (de), représentant spécial pour les questions de géographie.
- Wilhelm Süss, représentant pour les mathématiques.
- Peter Adolf Thiessen (de), directeur de département de chimie.
- Karl Witzell, membre du conseil d'administration.